# Liste de ponts de Slovénie
Cet article présente une liste de ponts remarquables de Slovénie, tant par leurs caractéristiques dimensionnelles, que par leur intérêt architectural ou historique.
La catégorie lien donne la classification de l'ouvrage parmi ceux présentés et propose un lien vers la fiche technique du pont sur le site Structurae, base de données et galerie internationale d'ouvrages d'art. La liste peut être triée selon les différentes entrées du tableau pour voir ainsi les ponts en arc ou les ouvrages les plus récents par exemple.
Les colonnes portée et longueur, exprimées en mètres, indiquent respectivement la distance entre les pylônes de la travée principale et la longueur totale de l'ouvrage, viaducs d'accès compris.

## Ponts présentant un intérêt historique
|  | Lien | Nom                   | Slovène         | Distinction                                                  | Longueur | Type               | Voie portée Voie franchie     | Terminé en | Localisation                                 | Région         | Ref.  |
|  | ---- | --------------------- | --------------- | ------------------------------------------------------------ | -------- | ------------------ | ----------------------------- | ---------- | -------------------------------------------- | -------------- | ----- |
|  | 1    | Pont de Napoléon      | Napoleonov most |                                                              |          | Pont en maçonnerie | Soča                          | 1750       | Kobarid 46° 14′ 54,3″ N, 13° 35′ 10,1″ E     | Goriška        | [ 1 ] |
|  | 2    | Triple Pont           | Tromostovje     |                                                              |          | Pont en maçonnerie | Pont piétonnier Ljubljanica   | 1842       | Ljubljana 46° 03′ 04,1″ N, 14° 30′ 22,3″ E   | Haute-Carniole |       |
|  | 3    | Pont des Dragons      | Zmajski most    | Premier pont en béton armé de Slovénie Conçu par Josef Melan |          | Pont en arc        | Ljubljanica                   | 1901       | Ljubljana 46° 03′ 07,1″ N, 14° 30′ 37,4″ E   | Haute-Carniole | [ 2 ] |
|  | 4    | Pont de Solkan        | Solkanski most  | Portée principale : 85 mètres                                | 220      | Pont en maçonnerie | Ligne Jesenice - Gorizia Soča | 1906       | Nova Gorica 45° 58′ 43,6″ N, 13° 39′ 06,5″ E | Goriška        | [ 3 ] |
|  | 5    | Vieux pont de Maribor | Stari most      |                                                              |          | Pont en arc        | Drave                         | 1912       | Maribor 46° 33′ 20,5″ N, 15° 38′ 45,4″ E     | Basse-Styrie   | [ 4 ] |

## Grands ponts
Ce tableau présente les ouvrages ayant des portées supérieures à 100 m (liste non exhaustive).
|  | Lien | Nom                      | Slovène          | Portée | Longueur | Type                       | Voie portée Voie franchie            | Terminé en | Localisation                                 | Région         | Ref.  |
|  | ---- | ------------------------ | ---------------- | ------ | -------- | -------------------------- | ------------------------------------ | ---------- | -------------------------------------------- | -------------- | ----- |
|  | 1    | Viaduc Črni Kal          | Viadukt Črni Kal | 141    | 1056     | Pont en béton précontraint | Avtocesta A1                         | 2004       | Gabrovica 45° 33′ 20,2″ N, 13° 52′ 11,9″ E   | Istrie         |       |
|  | 2    | Pont Koroški             | Koroški most     | 110    | 237      | Pont en béton précontraint | Koroška cesta Drave                  | 1996       | Maribor 46° 33′ 36,4″ N, 15° 37′ 35,7″ E     | Basse-Styrie   |       |
|  | 3    | Pont de Puh              | Puhov most       | 100    | 433      | Pont extradossé            | Drave                                | 2007       | Ptuj 46° 24′ 46,1″ N, 15° 52′ 41,7″ E        | Basse-Styrie   |       |
|  | 4    | Pont de Tito             | Titov most       |        |          | Pont en béton précontraint | Titova cesta Drave                   | 1963       | Maribor 46° 33′ 20,6″ N, 15° 39′ 02,6″ E     | Basse-Styrie   | [ 5 ] |
|  | 5    | Pont routier sur la Soča | Solkanski most   |        |          | Pont en arc                | 402 Soča                             | 1985       | Nova Gorica 45° 58′ 34,3″ N, 13° 38′ 51,9″ E | Goriška        | [ 6 ] |
|  | 6    | Viaduc de Moste          | Viadukt Moste    |        | 456      | Pont en béton précontraint | Avtocesta A2 Evropska cesta E61 Save |            | Žirovnica 46° 24′ 28,8″ N, 14° 07′ 34,7″ E   | Haute-Carniole |       |